# ハイク (ハワイ州)
ハイク（Haiku）は、アメリカ合衆国ハワイ州マウイ郡にある非法人地域。

## 地形
統計上はハイク・パウウェラ地域に含まれており、ハイク・パウウェラの西側に位置する。
ハイク湖があり、北にはマリコ湾がある。

## 交通
ハイウェイ36が北部にある。

## 施設

### 公園
- ハイク・パーク